# Benjamín Grondona
Benjamín Grondona (nac. 19 de octubre de 2003) es un jugador de rugby argentino que juega en la posición de tercera línea. Desde enero de 2024 juega en el club inglés Bristol Bears en la Premier League. 

## Inicios en el rugby
Comenzó su carrera en el Club Champagnat en Buenos Aires, antes de unirse a la franquicia argentina de Pampas XV para la temporada 2023 del Super Rugby Américas. En enero de 2024 se unió a su hermano Santiago Grondona en Bristol Bears en la Premiership.    Hizo su debut con los Bristol Bears en un amistoso contra los Bedford Blues. El entrenador en jefe Pat Lam declaró: "Estuvo impresionante. Estamos muy entusiasmados con su futuro". 

## Carrera internacional
Sus primeros test match internacionales fueron con el Seleccionado juvenil de rugby de Argentina en el Campeonato Mundial de Rugby Sub-20.  También jugó con la selección de Argentina XV en los partidos de preparación para la Copa Mundial de Rugby 2023 entrando como suplente contra Uruguay y Chile. 